# ان‌جی‌سی ۹۲۲
ان‌جی‌سی ۹۲۲ (انگلیسی: NGC 922) نام یک کهکشان مارپیچی میله‌ای در صورت فلکی کوره است.